# Mucharz
Pour l’article homonyme, voir Mucharz (gmina).
Mucharz est une localité polonaise, siège de la gmina de Mucharz, située dans le powiat de Wadowice en voïvodie de Petite-Pologne.

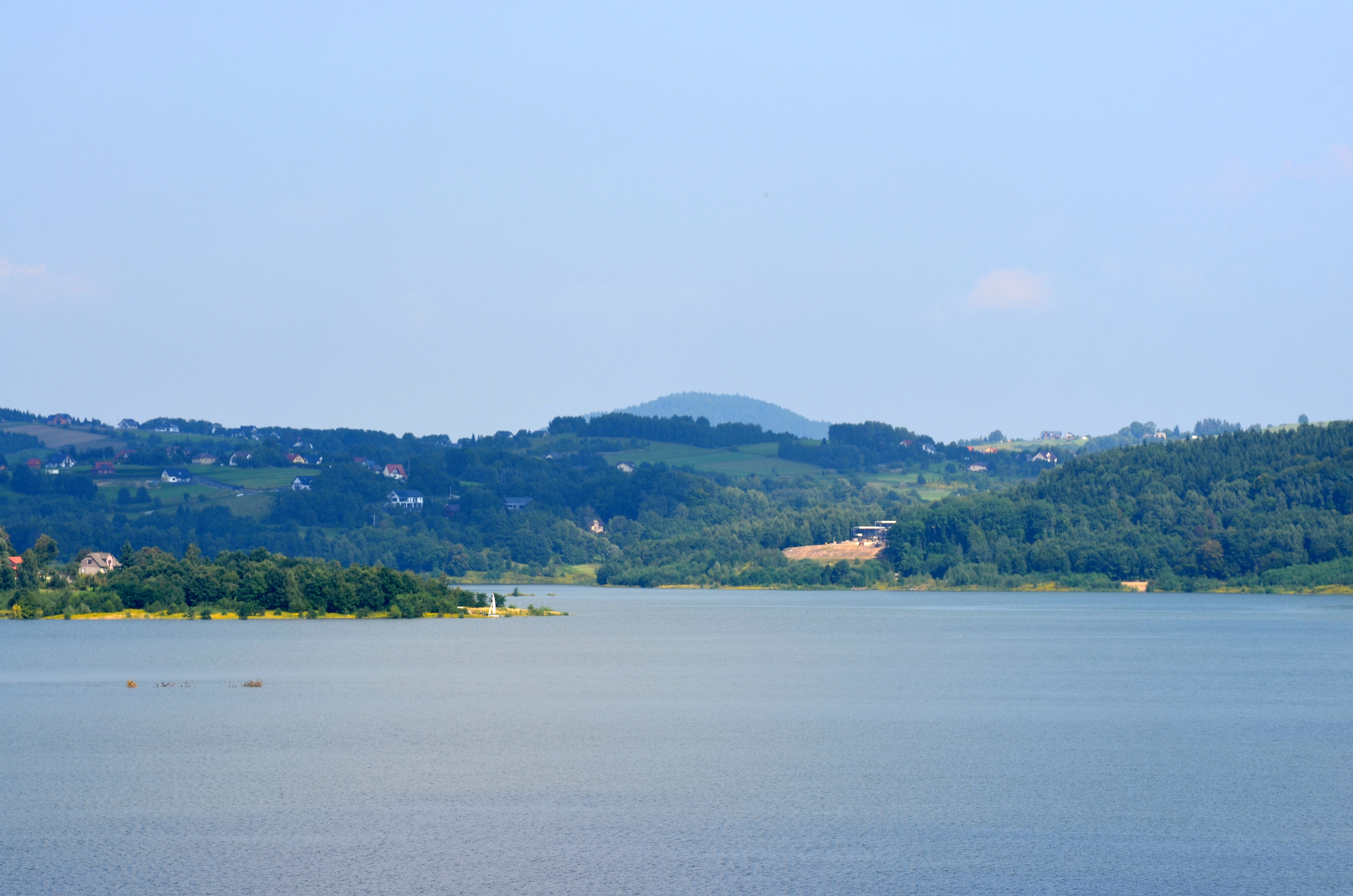
Vue du lac Mucharz en 2021.